# جبريل بيرنت
جبريل بيرنت (بالإنجليزية: Gabriel Burnett) هو منافس ألعاب قوى باربادوسي، ولد في 20 سبتمبر 1975.

## وصلات خارجية
- جبريل بيرنت على موقع الاتحاد الدولي لألعاب القوى (الإنجليزية)
- جبريل بيرنت على موقع أوليمبيديا (الإنجليزية)
- جبريل بيرنت على موقع اتحاد ألعاب الكومنولث (مؤرشف) (الإنجليزية)